# Bridgeton (New Jersey)
Bridgeton város az USA New Jersey államában. Lakosainak száma 27 263 fő (2020. április 1.).

## Népesség
A település népességének változása:

| 2010 | 25 349 |
| 2020 | 27 263 |